# Chumpol Bua-ngam
Chumpol Bua-ngam (thailändisch ชุมพล บัวงาม, * 2. September 1986 in Sisaket), auch als Wut (thailändisch ภาณุเดช ใหม่วงค์) bekannt, ist ein thailändischer Fußballspieler.

## Karriere
Chumpol Bua-ngam lernte das Fußballspielen in der Schulmannschaft der Ratwinit Bangkaeo School in Samut Prakan. Seinen ersten Vertrag unterschrieb er 2005 beim Erstligisten Bangkok United in Bangkok. 2007 wechselte er zum Zweitligisten Samut Songkhram FC nach Samut Songkhram. In seiner ersten Saison wurde er Vizemeister der Thai Premier League Division 1 und stieg somit in die Erste Liga auf. Der Zweitligist Chanthaburi FC nahm ihn 2011 unter Vertrag. Nach einer Saison wechselte er 2012 wieder nach Bangkok, wo er sich dem Erstligisten Police United anschloss. Ligakonkurrent Ratchaburi Mitr Phol aus Ratchaburi nahm ihn 2014 unter Vertrag. Der Vertrag hatte eine Laufzeit bis Ende 2018. Die Saison 2018 wurde er an den ebenfalls in der Ersten Liga spielenden Police Tero FC aus Bangkok ausgeliehen. Mit dem Verein stieg er Ende der Saison 2018 in die Zweite Liga ab. Nach Ende der Leihe wurde er von Police fest verpflichtet. Ende 2019 wurde er mit Police Vizemeister der zweiten Liga und stieg direkt wieder in die Erste Liga auf. Am Ende der Saison 2023/24 belegte er mit Police Tero den 15. Tabellenplatz und musste somit in die zweite Liga absteigen. Nach 80 Ligaspielen wurde sein Vertrag nach dem Abstieg im Sommer 2024 nicht verlängert. Im Juli 2024 nahm ihn der Drittligist Samut Sakhon City FC unter Vertrag. Mit dem Verein aus Samut Sakhon spielte er sechsmal in der Western Region der Liga. Im Dezember 2024 wechselte er in die Eastern Region, wo er sich dem Navy FC anschloss. Am Ende der Saison 2024/25 feierte er mit dem Verein die Meisterschaft der Region.

## Erfolge
Samut Songkhram FC
- Thailändischer Zweitligavizemeister: 2007  ▲

Police Tero FC
- Thailändischer Zweitligavizemeister: 2019  ▲

Navy FC
- Thai League 3 – East: 2024/25